# حوزه انتخابیه نوشهر، چالوس و کلاردشت
حوزهٔ انتخاباتی نوشهر، چالوس و کلاردشت یکی از نه حوزه استان مازندران برای انتخابات مجلس شورای اسلامی است. این حوزه به مرکزیت نوشهر، ۱ نماینده دارد.

## فهرست نمایندگان
| دوره    | نام نماینده           | از سال | تا سال | حزب سیاسی |
| ------- | --------------------- | ------ | ------ | --------- |
| اول     | ابوالحسن الله بداشتی  | ۱۳۵۹   | ۱۳۶۳   |           |
| دوم     | سید فرج‌الله افرازیده  | ۱۳۶۳   | ۱۳۶۷   |           |
| سوم     | سید فرج‌الله افرازیده  | ۱۳۶۷   | ۱۳۷۱   |           |
| چهارم   | سید فرج‌الله افرازیده  | ۱۳۷۱   | ۱۳۷۵   |           |
| پنجم    | یدالله طاهرنژاد       | ۱۳۷۵   | ۱۳۷۹   |           |
| ششم     | انوشیروان محسنی بندپی | ۱۳۷۹   | ۱۳۸۳   | اصلاح طلب |
| هفتم    | انوشیروان محسنی بندپی | ۱۳۸۳   | ۱۳۸۷   | اصلاح طلب |
| هشتم    | انوشیروان محسنی بندپی | ۱۳۸۷   | ۱۳۹۱   | اصلاح طلب |
| نهم     | قاسم احمدی لاشکی      | ۱۳۹۱   | ۱۳۹۵   |           |
| دهم     | قاسم احمدی لاشکی      | ۱۳۹۵   | ۱۳۹۹   |           |
| یازدهم  | محمدعلی محسنی بندپی   | ۱۳۹۹   | ۱۴۰۳   | اصلاح طلب |
| دوازدهم | کامران پولادی         | ۱۴۰۳   | ۱۴۰۷   |           |